# Horodychtche
Horodychtche (en ukrainien : Городище) ou Gorodichtche (en russe : Городище) est une ville de l'oblast de Tcherkassy, en Ukraine, et le centre administratif du raïon de Horodychtche. Sa population s'élevait à 16 106 habitants en 2023.

## Géographie
Horodychtche est arrosée par la rivière Vilchanka et se trouve à 48 km à l'ouest de Tcherkassy.

## Histoire
Pendant la Seconde Guerre mondiale, la ville a été occupée par l'Allemagne nazie du 1er août 1941 au 10 février 1944. Outre de nombreuses destructions, les occupants ont exécuté 369 personnes tandis que 1 369 habitants étaient envoyés de force travailler en Allemagne.
Horodychtche est le lieu de naissance, en 1813, de Semen Houlak-Artemovsky, un chanteur et compositeur d'opéra ukrainien. Horodychtche possède un musée consacré à sa vie et à son œuvre.

## Population
Recensements (*) ou estimations de la population :
| 1959*  | 1970*  | 1979*  | 1989*  | 2001*  |
| ------ | ------ | ------ | ------ | ------ |
| 16 089 | 16 269 | 16 976 | 17 109 | 15 645 |

| 2010   | 2011   | 2012   | 2013   | 2014   |
| ------ | ------ | ------ | ------ | ------ |
| 14 585 | 14 480 | 14 407 | 14 291 | 14 249 |